# SB/DV 32b sorozat
Az SB/DV 32b egy szerkocsisgőzmozdony-sorozat volt a Déli Vasútnál (németül: Südbahngeselschaft, SB), mely egy osztrák-magyar magánvasút-társaság volt.
Az SB 32a sorozattal szerzett kedvező tapasztalatok alapján az SB tíz mozdonyt építtetett a floridsdorfi és a bécsújhelyi mozdonygyárakkal. A 32b sorozatként beszámozott mozdonyokat 1878-ban szállították és az 1601-1610 pályaszámokat kapták. Az SB 32a sorozattal ellentétben ezek a mozdonyok belső vezérlésűek voltak és a kazán tetején elhelyeztek egy homokdómot is.
Mind a tíz mozdonyt a Divača–Pula vonalon használták. 1918 márciusa után valamennyi mozdony Olaszországé lett, ahol az FS 291 sorozatba kerültek. Továbbra is az eredeti vonalakon közlekedtek, és 1926 és 1929 között selejtezték őket.

## Fordítás
- Ez a szócikk részben vagy egészben  a   SB 32b című német Wikipédia-szócikk fordításán alapul.  Az eredeti cikk szerkesztőit annak laptörténete sorolja fel. Ez a jelzés csupán a megfogalmazás eredetét és a szerzői jogokat jelzi, nem szolgál a cikkben szereplő információk forrásmegjelöléseként.-Az eredeti szócikk forrásai szintén ott találhatóak.

## Külső hivatkozások
- A típus története számokban